# Riksväg 8, Finland

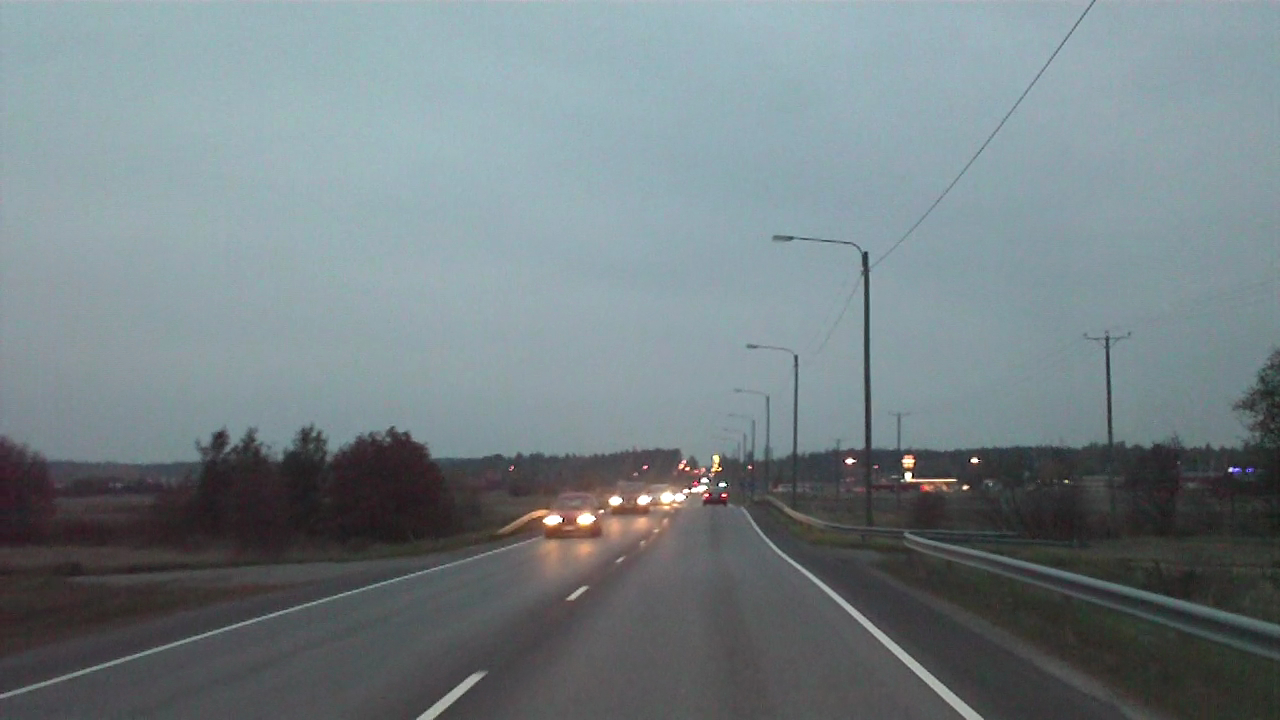
Riksväg 8 i Nousis.

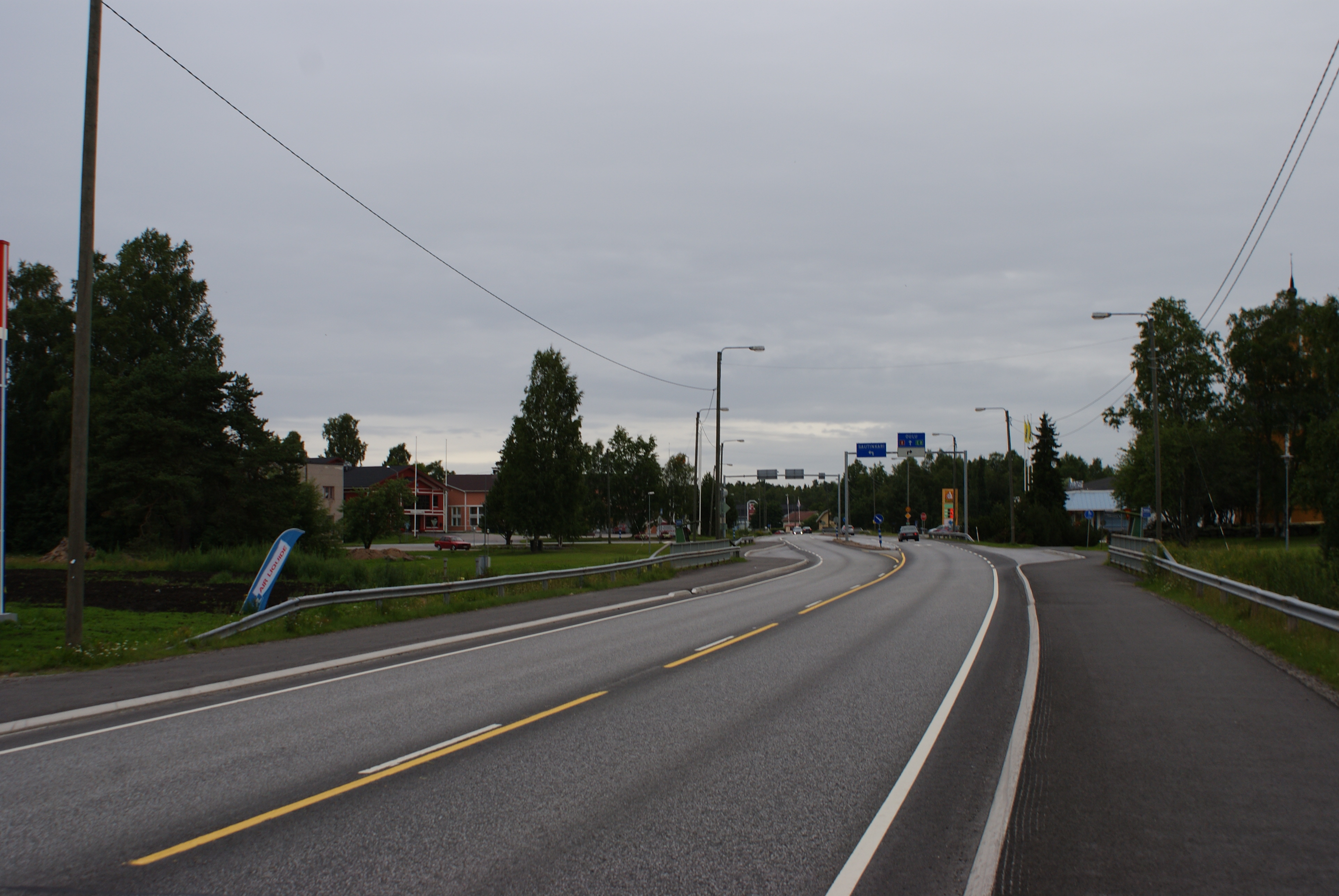
Riksväg 8 i Himango.

Riksväg 8 är en av Finlands huvudvägar. Den sträcker sig utmed den västra, finländska kusten av Bottniska viken från Åbo i söder till Limingo, cirka 25 km söder om Uleåborg, där den övergår i riksväg 4. Den utgör, sedan 2002, en del av Europaväg E8, som en förlängning av den tidigare europaväg 8 som börjar i Tromsø i Norge. I Finland är europavägarna samtidigt riksvägar och båda skyltas.
I dagligt tal kallas vägen "riksåttan" och utgör "pulsådern" genom den svenskspråkiga regionen Svenska Österbotten. Trots att det är en kustväg syns havet endast på två ställen i Vörå.

## Vägens sträckning
Åbo - Björneborg - Kristinestad - Närpes - Malax - Vasa - Nykarleby - Karleby - Limingo - (Rv.4 / E8 till Uleåborg)
Den har korta motorvägssträckor närmast Åbo och Vasa. Stigningsfält finns på sträckan mellan Åbo och Björneborg samt mellan Vasa och Nykarleby (ca 2 kilometer söder om Oravais Centrum).
Vägen går genom följande landskap:
Egentliga Finland | Satakunda | Österbotten | Mellersta Österbotten | Norra Österbotten

## Rutt
- Åbo E 639 185
- Reso E 1840 192
- Masko
- Nousis
- Virmo
- Letala 43
- Pyhäranta
- Raumo 12
- Euraåminne
- Luvia
- Björneborg 2
- Norrmark 23
- Sastmola
- Kristinestad 67
- Närpes
- Malax
- Vasa E 12/3
- Korsholm
- Vörå
- Oravais
- Nykarleby 19
- Pedersöre 68
- Kronoby
- Karleby 13
- Kelviå 28
- Lochteå
- Himango
- Kalajoki 27
- Pyhäjoki
- Brahestad 88
- Limingo E 75/4 86